# Samland
Ej att förväxla med Sameland.

Samland är halvön nordväst om Kaliningrad.

Samland (lyssna (fil))(ryska: Земландский полуостров, Zemlandsky poluostrov) eller Sambia är en halvö i Kaliningrad oblast i Ryssland, och ligger vid Östersjöns sydöstra kust.

## Historia
Regionen vid Östersjöns sydöstra kust omnämns av Herodotos på 400-talet f.Kr. som "bärnstenslandet" och av Tacitus år 98 i Germania som hem för stammen Aesti. Under förkristen tid beboddes området av sambierna, en stam tillhörande pruserna. 
Vid Wiskiauten, nuvarande Mochovoje söder om Zelenogradsk, har gravfält av östskandinavisk typ hittats som tyder på en omfattande vikingabosättning på platsen. Under slutet av 900-talet skall kung Harald Blåtands ene son, Håkon ha regerat en tid i Samland. Senare kristnades landet av Knut den store, och även Knut den helige kämpade där. Tyska orden gjorde sig slutligen till herre över Samland, och 1249 grundlades där Furstbiskopsdömet Samland som lydde under ärkebiskopen i Riga.  Biskopen residerade i Fischhausen och Königsberg, men stora delar av Samland förblev under Tyska ordens direkta kontroll. I samband med reformationen och ordensstatens sekularisering 1525 avstod den siste katolske biskopen sitt furstbiskopsdöme till hertig Albrekt av Preussen, men såsom protestantiskt bibehölls det ännu längre.

## Etymologi
Samland har fått sitt namn från sambierna (semberna), en utdöd stam av pruser. Samland är namnet på halvön i de germanska språken. På polska och latin kallas halvön för Sambia, och på litauiska Semba.